# Giv'ot Eden
Giv'ot Eden (hebrejsky גבעות עדן, doslova Rajské vrchy) je nově budovaná obec v Izraeli, v Jeruzalémském distriktu na okraji údolí Ela.

## Geografie
Má se rozkládat v nadmořské výšce cca 380 metrů v mírně zvlněné krajině na východních svazích údolí Ela, jižně od vesnice Neve Micha'el, 1 kilometr od Zelené linie, která odděluje Izrael v jeho mezinárodně uznávaných hranicích od území Západního břehu Jordánu.

## Dějiny
Od roku 1989 americkoizraelský developer Jake Leibowitz plánoval vznik nového obytného souboru, který by byl určen pro Židy z anglicky mluvících zemí, zejména pro nábožensky založené Židy z USA, a nabízel by luxusní individuální bydlení. Zpočátku uvažoval o lokalitě Har Kitron nedaleko Cur Hadasa. Zde ale po vleklém jednání nezískal povolení k záboru pozemků pro stavební využití. Izraelská pozemková správa mu nakonec umožnila výstavbu v této lokalitě. K tomu došlo v roce 2002. V roce 2005 s projektem souhlasilo ministerstvo vnitra. Finální schválení projektu proběhlo na jaře 2008 a slavnosti se na místě účastnil ministr Ze'ev Boim. Leibowitz v té době ohlašoval, že o bydlení se tu předběžně hlásí stovky rodin. Mělo jít o jednu z nejluxusnějších lokalit v Izraeli s 452 bytovými jednotkami, srovnatelnou s Kfar Šmarjahu nebo s Caesareou. Jednotlivé domy měly být propojeny podzemním tunelem, ve kterém měly být uloženy inženýrské sítě a pneumatický systém na odvoz domovního odpadu. Jednotlivé parcely měly mít plochu až 15 arů. Do několika měsíců se očekávalo zahájení výstavby prvních 17 vil. V údolí pod vesnicí se projektovalo zřízení umělých vodních ploch.
Ještě v první dekádě 21. století pak došlo k výstavbě příjezdové komunikace a sídla developerské společnosti. Proběhlo také položení přívodu vodovodu a elektrické sítě.
V roce 2014 odprodal Leibowitz polovinu podílu izraelskému podnikateli Cvi Fuksovi za 40 milionů šekelů. Vesnice se má rozkládat na ploše 1000 dunamů (1 kilometr čtvereční), z toho 200 dunamů zastavěných ploch. Počítá se zde se zbudováním 363 bytových jednotek, dále veřejných staveb včetně hotelů a rekreačních areálů. Fuks mírně pozměnil původní marketingové plány. Namísto urbanistického souboru pro americké Židy předpokládal, že potenciálními zákazníci budou průřezové skupiny populace Izraele. Plánuje výstavbu řadových domů na parcelách o ploše 4 až 7 arů.
Proti výstavbě protestují environmentalisté, kteří kritizují další zábor přírodní krajiny.